# Красный (Аркадакский район)
Красный — поселок в Аркадакском районе Саратовской области. Входит в городское поселение муниципальное образование город Аркадак.

## География
Находится  на расстоянии менее 1 километра на юго-восток от районного центра города Аркадак. 

## История
Поселок основан немцами-менонитами из Екатеринославской губернии. Согласно «Списку населенных мест Саратовской губернии по сведениям на 1911 год», в поселке № 3 Дмитриевке, число дворов — 20, жителей мужского пола — 48, женского пола — 37, всего — 85.
Населенный пункт не был учтен в переписях как в 2002 году, так и в 2010.
На территории поселка расположено менее ста домов усадебного типа. Фактически населенный пункт представляет собой микрорайон города Аркадак.

## Население
| 2021 |
| ---- |
| 173  |